# Jon Kitna
(en) Statistiques sur pro-football-reference
Jon Kitna est un joueur américain de football américain, né le 21 septembre 1972 à Tacoma, qui évoluait au poste de quarterback.
Il a joué 14 saisons dans la National Football League (NFL) pour les Seahawks de Seattle (1997 à 2000), les Bengals de Cincinnati (2001 à 2005), les Lions de Détroit (2006 à 2008) et les Cowboys de Dallas (2009 à 2011).

## Biographie
Non sélectionné lors de la draft 1996 de la NFL, il est retenu comme agent libre par les Seahawks de Seattle et est le suppléant de Warren Moon en 1997 et 1998. Il joue ensuite aux Bengals de Cincinnati, Lions de Détroit et Cowboys de Dallas.
Le 12 janvier 2012, il annonce sa retraite sportive après quinze saisons en NFL.

## Palmarès
- Meilleur joueur (MVP) de la NFL Europe : 1997
- Revenant de l'année de la NFL selon l'Associated Press et la Pro Football Writers of America : 2003.

## Statistiques
| Année              | Équipe                | MJ                 |         | Passes   | Passes | Passes | Passes | Passes | Passes | Passes  |       | Courses | Courses | Courses | Courses |
| Année              | Équipe                | MJ                 | Tentées | Réussies | Pct.   | Yards  | TD     | Int.   | Éval.  | Tentées | Yards | Moy.    | TD      |         |         |
| 1997               | Seahawks de Seattle   | 3                  | 45      | 31       | 68,9   | 371    | 1      | 2      | 82,7   | 10      | 9     | 0,9     | 1       |         |         |
| 1998               | Seahawks de Seattle   | 6                  | 172     | 98       | 57     | 1 177  | 7      | 8      | 72,3   | 20      | 67    | 3,4     | 1       |         |         |
| 1999               | Seahawks de Seattle   | 15                 | 495     | 270      | 54,5   | 3 346  | 23     | 16     | 77,7   | 35      | 56    | 1,6     | 0       |         |         |
| 2000               | Seahawks de Seattle   | 15                 | 418     | 259      | 62     | 2 658  | 18     | 19     | 75,6   | 48      | 127   | 2,6     | 1       |         |         |
| 2001               | Bengals de Cincinnati | 16                 | 581     | 313      | 53,9   | 3 216  | 12     | 22     | 61,1   | 27      | 73    | 2,7     | 1       |         |         |
| 2002               | Bengals de Cincinnati | 14                 | 473     | 294      | 62,2   | 3 178  | 16     | 16     | 79,1   | 24      | 57    | 2,4     | 4       |         |         |
| 2003               | Bengals de Cincinnati | 16                 | 520     | 324      | 62,3   | 3 591  | 26     | 15     | 87,4   | 38      | 113   | 3       | 0       |         |         |
| 2004               | Bengals de Cincinnati | 4                  | 104     | 61       | 58,7   | 623    | 5      | 4      | 75,9   | 10      | 42    | 4,2     | 0       |         |         |
| 2005               | Bengals de Cincinnati | 3                  | 29      | 17       | 58,6   | 99     | 0      | 2      | 36,4   | 2       | 14    | 7       | 0       |         |         |
| 2006               | Lions de Détroit      | 16                 | 596     | 372      | 62,4   | 4 208  | 21     | 22     | 79,9   | 34      | 156   | 4,6     | 2       |         |         |
| 2007               | Lions de Détroit      | 16                 | 561     | 355      | 63,3   | 4 068  | 18     | 20     | 80,9   | 25      | 63    | 2,5     | 0       |         |         |
| 2008               | Lions de Détroit      | 4                  | 120     | 68       | 56,7   | 758    | 5      | 5      | 72,2   | 6       | 34    | 5,7     | 0       |         |         |
| 2009               | Cowboys de Dallas     | 0                  | -       | -        | -      | -      | -      | -      | -      | -       | -     | -       | -       |         |         |
| 2010               | Cowboys de Dallas     | 10                 | 318     | 209      | 65,7   | 2 365  | 16     | 12     | 88,9   | 31      | 147   | 4,7     | 1       |         |         |
| 2011               | Cowboys de Dallas     | 3                  | 10      | 6        | 60     | 87     | 1      | 2      | 82,1   | 3       | -2    | -0,7    | 0       |         |         |
| Totaux en carrière | Totaux en carrière    | Totaux en carrière | 4 442   | 2 677    | 60,3   | 29 745 | 169    | 165    | 77,4   | 313     | 956   | 3,1     | 11      |         |         |